# Continental tire

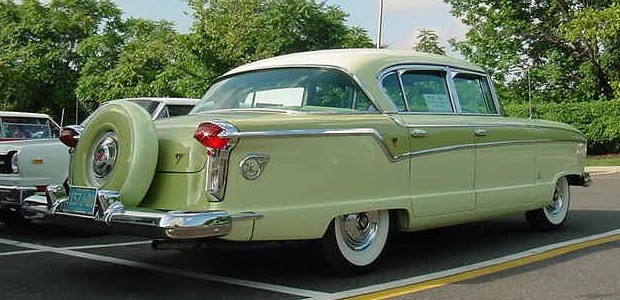
Una Nash Ambassador con la Continental tire

Con continental tire si indica lo pneumatico di scorta montato all'esterno della parte posteriore dell'auto. Il termine indica anche una cavità finta realizzata sul cofano del portabagagli o un componente, dal solo valore estetico, montato sulla parte posteriore dell'auto con il quale si ricrea l'impressione che la vettura sia dotata di ruota di scorta esterna.

## Sviluppo
Sulle prime automobili la ruota di scorta veniva quasi sempre montata all'esterno della carrozzeria. Le prime vetture sportive europee avevano la loro ruota di scorta fissata sulla parte posteriore della vettura in quanto lo spazio nel portabagagli era spesso molto ridotto.
Lo sviluppo di un portabagagli chiuso significò poter montare la ruota di scorta al suo interno anche se però con questa sistemazione si toglieva spazio prezioso per i bagagli. Edsel Ford aveva un'auto speciale, costruita dopo un suo viaggio in Europa, che aveva un continental look (un aspetto continentale), che comprendeva anche la ruota di scorta montata sul portabagagli. Nel 1939 la Lincoln Continental aveva un portabagagli corto e la ruota di scorta era montata all'esterno, caratteristica che identificava subito la vettura. Sebbene non fosse la prima vettura a montare la ruota di scorta sul paraurti posteriore o ad inserirla nella carrozzeria posteriore, fu la prima vettura a farlo in modo così elegante che questa caratteristica divenne conosciuta come Continental tire anche se utilizzata su vetture di altri marchi. Sistemazioni simili per la ruota di scorta aggiunte ad altre vetture divennero conosciute come Continental kit prendendo il nome dalla Lincoln Continental di produzione.
Leggenda vuole la Ford Thunderbird del 1956 avesse la ruota di scorta esterna perché Henry Ford II era contrariato dal fatto che il portabagagli non aveva sufficiente spazio per contenere un set di mazze da golf se la ruota di scorta veniva lasciata all'interno. Però l'aumento di peso della ruota di scorta esterna aveva un effetto negativo sullo sterzo e sulla maneggevolezza per cui con il model year 1957 venne data la possibilità di montare la ruota di scorta all'interno e il portabagagli fu appositamente allungato di 127 mm. Il montaggio in stile Continental tire restava però sempre disponibile. La ruota di scorta montata all'esterno divenne un accessorio aftermaket con il quale personalizzare l'aspetto delle vetture per tutti gli anni' 50. 

## Modelli

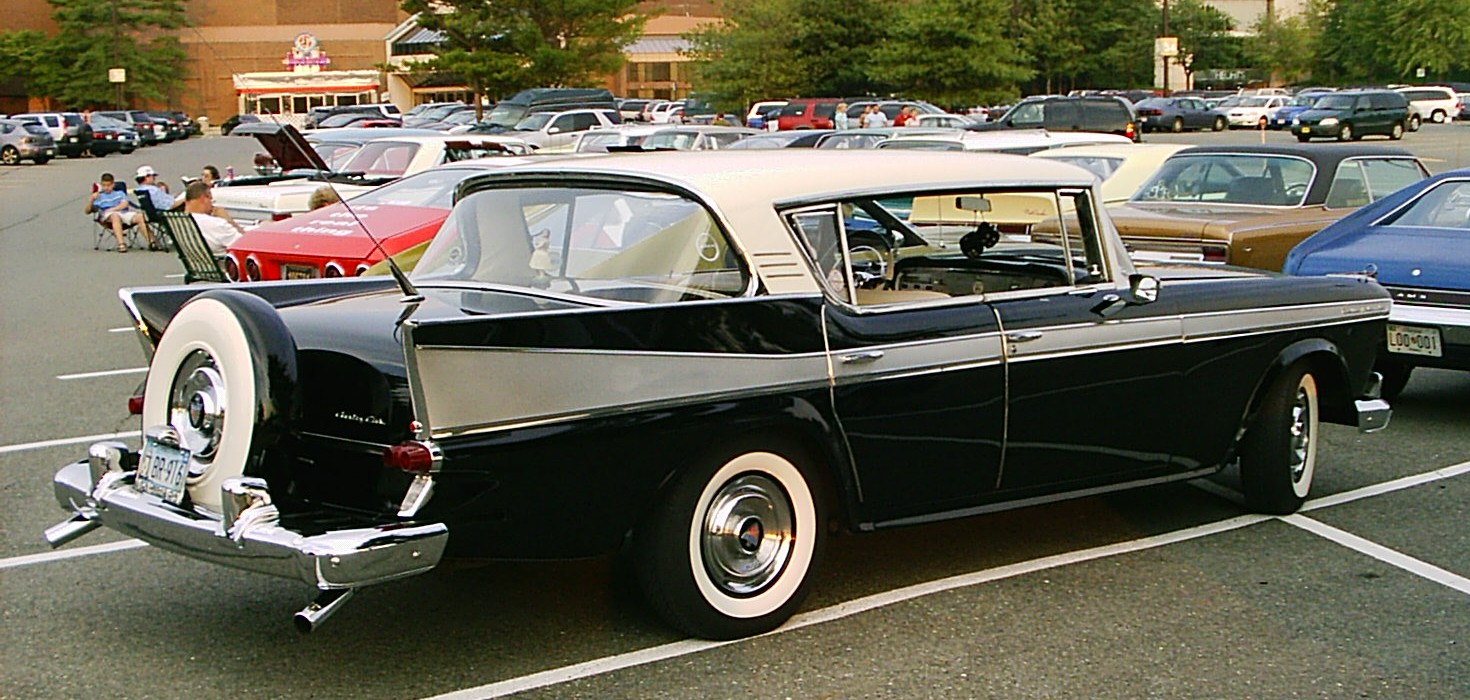
Una Rambler Ambassador del 1958 con la Continental tire

Negli Stati Uniti la sistemazione esterna della ruota restò una opzione disponibile direttamente dalla fabbrica su diversi modelli di vetture negli anni '50 e '60. Su alcuni modelli, quali la Nash Metropolitan, la Jeepster Commando e la Mercury Turnpike Cruiser, la Continental tire era una caratteristica standard.  Molto spesso il paraurti posteriore era più ampio e la ruota aveva una copertura di tela o in metallo. Il sostegno per la ruota di scorta era progettato in modo da ruotare per permettere l'accesso al portabagagli.
Esempi contemporanei di Continental kit possono essere trovati sulle vetture personalizzate. Questo è diventato un accessorio che ha identificato lo spirito degli anni '50. I Continental kit sono diventati molto popolari con la realizzazione delle pimpmobile durante gli anni '70, e senza menzionare la serie televisiva Pimp My Ride. Nello slang Hip Hop le ruote Continental sono conosciute come la quinta ruota
Numerosi SUV compatti di oggi hanno la ruota di scorta montata all'esterno nella zona posteriore. Anche se questa sistemazione non può essere descritta come Continental tire. In ogni caso il veicolo d'epoca Jeep DJ Surrey Galaha la Continental tire ricoperta da una tela che ha lo stesso colore del vinile del tetto con in più strisce colorate di rosa, verde o blu che riprendono il colore della carrozzeria.